# Ishockey vid European Youth Winter Olympic Festival 2009
Ishockey var en av nio sporter vid European Youth Winter Olympic Festival 2009. Turneringen bestod av sex lag indelade i två grupper med tre lag i varje grupp, ettan och tvåan från varje grupp gick vidare till semifinal och de sist placerade lagen spelade n match om femteplats, vinnarna i semifinalerna möttes i final medan förlorarna spelade match om bronset. guldet vanns av Ryssland, silvret vanns av Schweiz och bronset vanns av Finland. 

## Grupp A

### Matcher
| Datum       | Lag 1     | Resultat | Lag 2     | Period 1 | Period 2 | Period 3 |
| ----------- | --------- | -------- | --------- | -------- | -------- | -------- |
| 16 februari | Ryssland  | 17-1     | Polen     | 5-0      | 8-0      | 4-1      |
| 17 februari | Polen     | 2-10     | Slovakien | 1-4      | 1-3      | 0-3      |
| 18 februari | Slovakien | 4-2      | Ryssland  | 0-1      | 1-0      | 3-1      |

### Tabell
| Placering | Lag       | S | P | MS     |
| --------- | --------- | - | - | ------ |
| 1         | Slovenien | 2 | 6 | 14 - 4 |
| 2         | Ryssland  | 2 | 3 | 19 - 5 |
| 3         | Polen     | 2 | 0 | 3 - 27 |

## Grupp B

### Matcher
| Datum       | Lag 1   | Resultat | Lag 2   | Period 1 | Period 2 | Period 3 | Förlängning |
| ----------- | ------- | -------- | ------- | -------- | -------- | -------- | ----------- |
| 16 februari | Finland | 6-0      | Belarus | 1-0      | 2-0      | 3-0      |             |
| 17 februari | Belarus | 1-3      | Schweiz | 0-2      | 0-1      | 1-0      |             |
| 18 februari | Schweiz | 1-2      | Finland | 1-0      | 0-1      | 0-0      | 0-1         |

### Tabell
| Placering | Lag     | S | P | MS    |
| --------- | ------- | - | - | ----- |
| 1         | Finland | 2 | 5 | 8 - 1 |
| 2         | Schweiz | 2 | 4 | 4 - 3 |
| 3         | Belarus | 2 | 0 | 1 - 9 |

## Match om femteplats
| Datum       | Lag 1 | Resultat | Lag 2   | Period 1 | Period 2 | Period 3 |
| ----------- | ----- | -------- | ------- | -------- | -------- | -------- |
| 20 februari | Polen | 2-6      | Belarus | 1-1      | 1-2      | 0-3      |

## Finalspel
|  | Semifinaler | Semifinaler |   |           | Final      | Final |  |
|  |             |             |   |           |            |       |  |
|  |             |             |   |           |            |       |  |
|  | Slovakien   | 1           |   |           |            |       |  |
|  | Schweiz     | 2           |   |           |            |       |  |
|  |             |             |   |           |            |       |  |
|  |             |             |   |           |            |       |  |
|  |             |             |   |           | Schweiz    | 3     |  |
|  |             | Ryssland    | 5 |           |            |       |  |
|  |             |             |   |           |            |       |  |
|  |             |             |   |           |            |       |  |
|  |             |             |   |           | Bronsmatch |       |  |
|  |             |             |   |           |            |       |  |
|  | Finland     | 4           |   | Slovakien | 2          |       |  |
|  | Ryssland    | 5           |   |           | Finland    | 5     |  |

### Semifinaler
| 19 februari 2009 13:30 | Slovenien | 2−1 (1−1, 0−1, 0−0) | Schweiz | Tychy ice rink, Tychy |

|  |                  | Matchsummering |                                        |                          |                          |
|  | V. Daras (17:39) |                | M. Ronchetti (08:36) J. Vermin (34:23) | Domare: Z. Wolas S. Kryś | Domare: Z. Wolas S. Kryś |

| 19 februari 2009 17:00 | Finland | 4 – 5 (0–0, 1–3, 3−1, 0−1) | Ryssland | Tychy ice rink, Tychy |

|  |                                                                                 | Matchsummering | |                             |                             |
|  | T. Rautiainen (27:53) J. Sneck (41:01) M. Kuronen (08:36) R. Hamalainen (54:01) |                | S. Barbasjev (21:49) I. Telegin (34:58) E. Grigorenko (36:12) V. Namnestikov (53:27) E. Kuznetsov (60:54) | Domare: M. Jebavy J. Hribik | Domare: M. Jebavy J. Hribik |

### Bronsmatch
| 20 februari 2009 10:00 | Slovakien | 2 – 5 (0–0, 1–3, 1−1) | Finland | Tychy ice rink, Tychy |

|  |                                   | Matchsummering |                                                                                                  |                          |                          |
|  | V. Daras (37:09) T. Jurco (59:28) |                | E. Koski (03:12) T. Hitunen (26:00) T. Rautainen (30:05) M. Partanen (38:06) J. Donaskai (43:13) | Domare: Z. Wolas S. Kryś | Domare: Z. Wolas S. Kryś |

## Final
| 20 februari 2009 13:30 | Schweiz | 3 – 5 (0–0, 1–3, 1−1) | Ryssland | Tychy ice rink, Tychy |

|  |                                                             | Matchsummering | |                             |                             |
|  | S. Wasler (32:05) S. Bartshi (42:11) K. Leuenberger (50:40) |                | E. Grigoreko (15:37) R. Ljubimov (25:57) A. Gogolev (27:02) V. Namnestnikov (57:59) V. Namnestnikov (59:32) | Domare: M. Jebavy J. Hribik | Domare: M. Jebavy J. Hribik |

## Slutresultat
| Placeringar  | Guld | Silver | Brons |
| Medaljörerna | Ryssland Pavel Sutjkov Aleksej Martjenko Sergej Ilminskij Vladislav Kartajev Ivan Telegin Jevgenij Kuznetsov Vitalij Zotov Ildar Isangulov Sergej Barbasjev Bogdan Potechin Vladislav Namestnikov Ivan Gavrilenko Viktor Postinov Evgeny Grigorenko Alexander Komisarchuk Aleksandr Gogolev Jan Krasnovski Ajnars Podzinshj Roman Ljulimov | Schweiz Meili Lukas Andrea Cavegn Dario Trutmann Nino Nederreiter Lars Neher Joël Vermin Massimo Ronchetti Dave Sutter Reto Schmutz Geatan Haas Sven Bartschi Adrian Baruchet Nicolas Marzan Eric Arnold Kaj Leuenberger Samuel Walser Marco Thaler Gregory Hofmann Devin Muller | Finland Jonathan IIlahti Santeri Arousva Markus Vastila Joonas Donskoi Eetu Koski Teemu Rautiainen Miro Hovinen Robin Saari Santtu Huhtala Mikael Kuronen Mika Partanen Patrik Parkkonen Riku Vakiparta Jose Sneck Roope Hamalainen Matias Simontavial Timo Hiltunen Tomi Wilenius Otto Raty |

| Placeringar | Fyra | Femma | Sexa |
| Fyra-sex    | Slovakien Simboch Juraj Dominik Kubica Martin Marincin Radoslav Macik Dominik Simcak Tomas Jurco Adam Janosik Mario Kurali Viliam Daras Michal Murcek Lukas Cingel Michal Cajkovsky Michal Srnec Patrik Wesselenyi Dominik Hegyi Patrik Jarab Denis Mihalik Martin Kalinac Boris Krempasky | Vitryssland Lukjanau Artur Surkont Artur Liamatjka Uladzislau Kapuza Aliaksei Karabanau Ihar Loskutau Jauheni Liaonau Jauheni Dzyatjenka Aliaksandr Skabelka Aleks Serakov Juuri Ahejenka Jahor Mazur Nikita Zjeulatjenka Dzmitrihj Zacharau Maksim Lisiuk Artsiom Kasjevitj Aliaksandr Dadonau Jauheni | Polen Sebastian Mrugała Bartłomiej Pociecha Łukasz Gacek Michał Stokłosa Kamil Kalinowski Damian Kapica Łukasz Sznotala Oskar Lehmann Mateusz Miachalski Michał Karcz Damian Kran Bartosz Aleniewski Wojciech Błaszkow Łukasz Bułanowski Jakub Serwiński Adam Domagała Kamil Pogorzelski Kamil Wcisło Jakub Stasiewicz |

## Utmärkelser
- Turneringens bästa målvakt - Lukas Meili, Schweiz (nr 20)
- Turneringens bästa back - Markus Vastila, Finland (nr 24)
- Turneringens bästa anfallare - Nino Niederreiter, Schweiz (nr 16)
- Turneringens mest produktiva spelare - Jevgenij Kuznetsov, Ryssland (nr 25)
- Utmärkelse för bäst FairPlay - Schweiz